# Graodus fan Nimwegen
Graodus fan Nimwegen, pseudoniem van Theodorus Johannes (Theo) Eikmans (Nijmegen, 16 september 1921 – Groesbeek, 23 maart 2000), was een volkszanger en buutreedner uit Nijmegen. Het oorspronkelijke beroep van Eikmans was dat van timmerman.

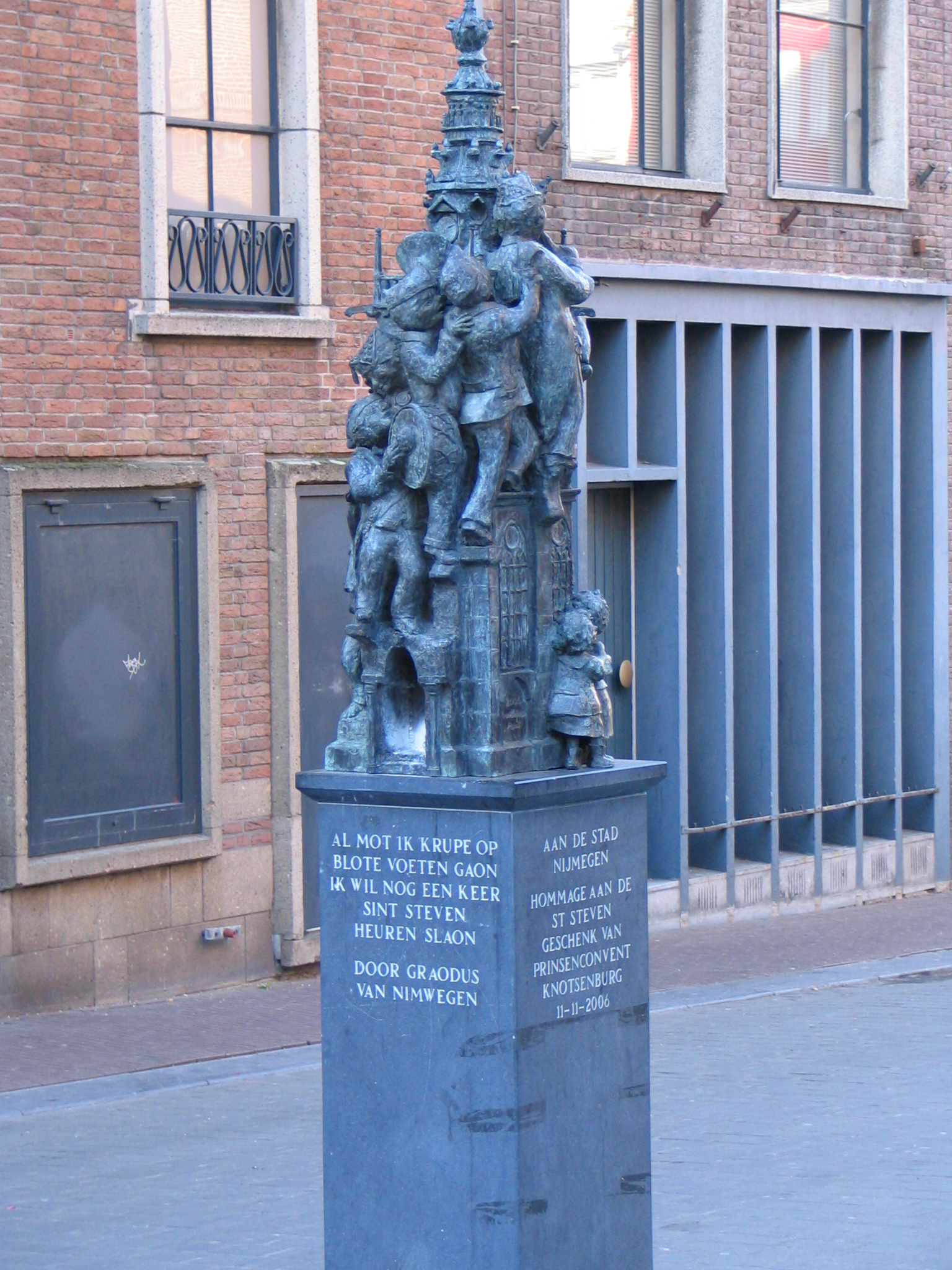
Beeld van Toon Heijmans ter ere van Graodus fan Nimwegen

## Al mot ik krupen...
Hij trad op in het Nijmeegse stadsdialect. Het bekendst uit zijn oeuvre is het lied "Al mot ik krupen...", een hommage aan de stad in het algemeen en de Sint-Stevenstoren in het bijzonder. De tekst beschrijft locaties in de Nijmeegse binnenstad die met name in de 20e eeuw verloren zijn gegaan, als gevolg van het bombardement van 22 februari 1944 of door sloop. Ter nagedachtenis aan hem en aan dit lied is er in 2006 een beeld gemaakt door Toon Heijmans in de Nijmeegse binnenstad geplaatst. De inscriptie luidt:
AL MOT IK KRUPE OP

BLOTE VOETEN GAON

IK WIL NOG EEN KEER

SINT STEVEN

HEUREN SLAON

DOOR GRAODUS

VAN NIMWEGEN
Het standbeeld staat op een dusdanige locatie (hoek Burchtstraat en de Mr. Hermanstraat), dat van daaruit de klokken van de Sint-Steven gemakkelijk gehoord kunnen worden.
Op de hoes van de oorspronkelijke single wordt vermeld dat het lied "Al mot ik krupen" door "Graodus fan Nimwegen" wordt gezongen. Dit komt doordat de spelling van het Nijmeegs niet geheel eenduidig is.
Dit lied vond landelijk navolging, zo worden onder andere (met iets gewijzigde tekst uiteraard) de Majella-parochie in het dorp Spijk en de voetbalclub FC Utrecht ermee bezongen. Vooral dat laatste stoorde de Nijmeegse N.E.C.-supporter en zanger Jean Knipping enorm, samen met de Nijmeegse ondernemer en zanger Erik Langedijk (onder het pseudoniem Schele Daan) hebben zij het lied opnieuw uitgebracht in 2006.
Op 16 september 2021 werd een trappenpartij onder de Sint-Stevenskerk in de Nijmeegse Benedenstad naar hem vernoemd als Graodus fan Nimwegentrappen.
Op 15 juli 2022 is Graodus geëerd met een tinnen beeldje vervaardigd door 'De Tinnen Roos' uit Millingen aan de Rijn. Eigenaar Ramon Jahn bedacht dit al in 2006, na het horen van 'Al mot ik krupe' tijdens het Gevelconcert. Als laatste beeldje in de lijn van tien Vierdaagse beeldjes is Graodus toegevoegd. Het 3D-ontwerp is van Eduardo Perez.

## Discografie
Lp (samen met anderen)
- "Nijmegen plat" (Ivory Tower ITL 25.77)
- "Nijmegen plat 2" (Ivory Tower ITL 25.110)

Maxi-cd-single
- "Leve de lol / Al mot ik krupe / Moeder 't is weer mis" (Tip Top Records TTS 10853)

cd
- "Het beste van... " (Ivory Tower ITD 20.159, 1999)

Cd samen met anderen
- "20 liedjes in het Gelders" (Ivory Tower ITD 20.162, 2000)[11]

- Biografisch Portaal: 56507716